# Proceratium avium
Proceratium avium är en myrart som beskrevs av Brown 1974. Proceratium avium ingår i släktet Proceratium och familjen myror. Inga underarter finns listade i Catalogue of Life.

## Bildgalleri

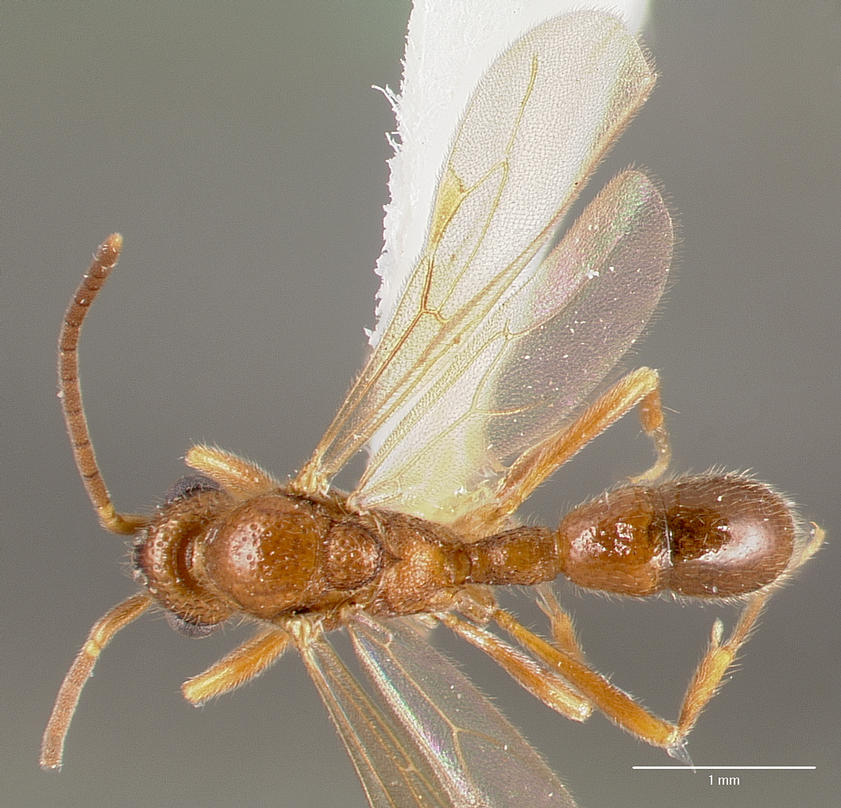
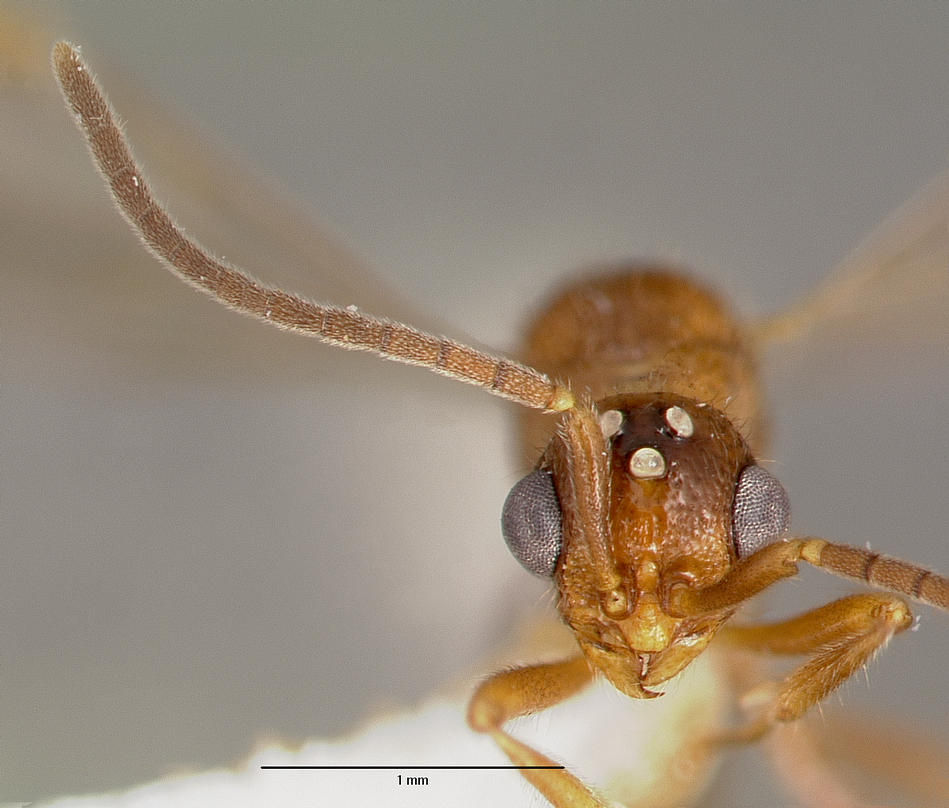
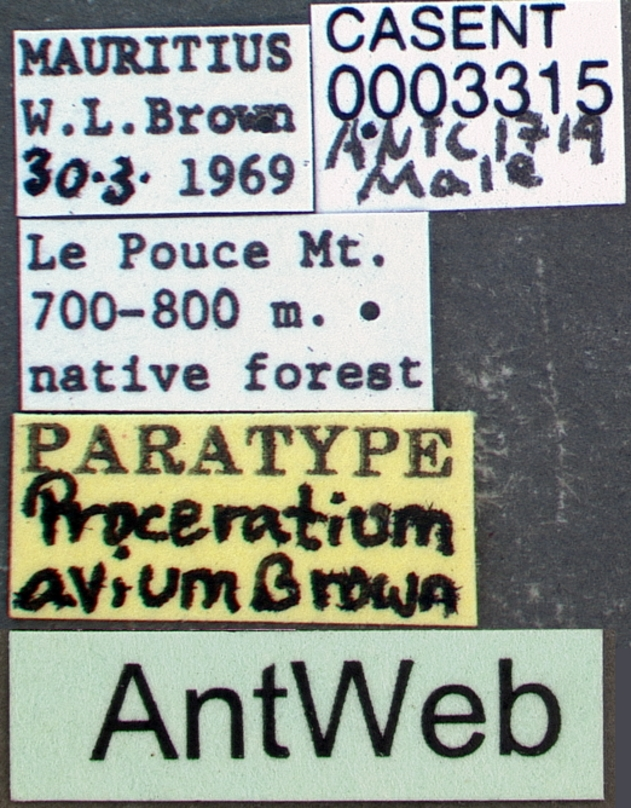
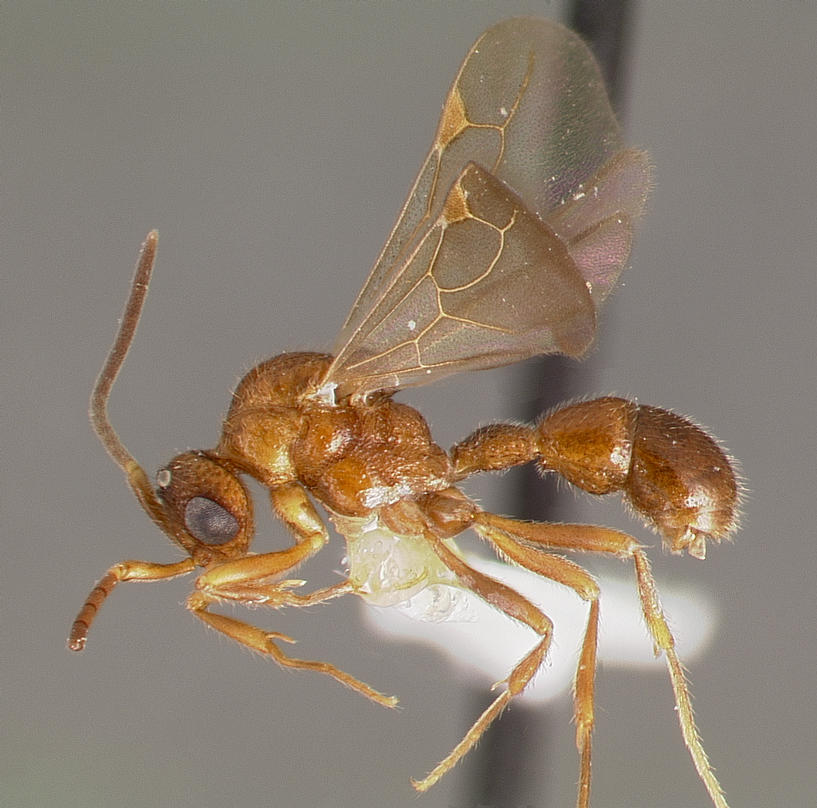
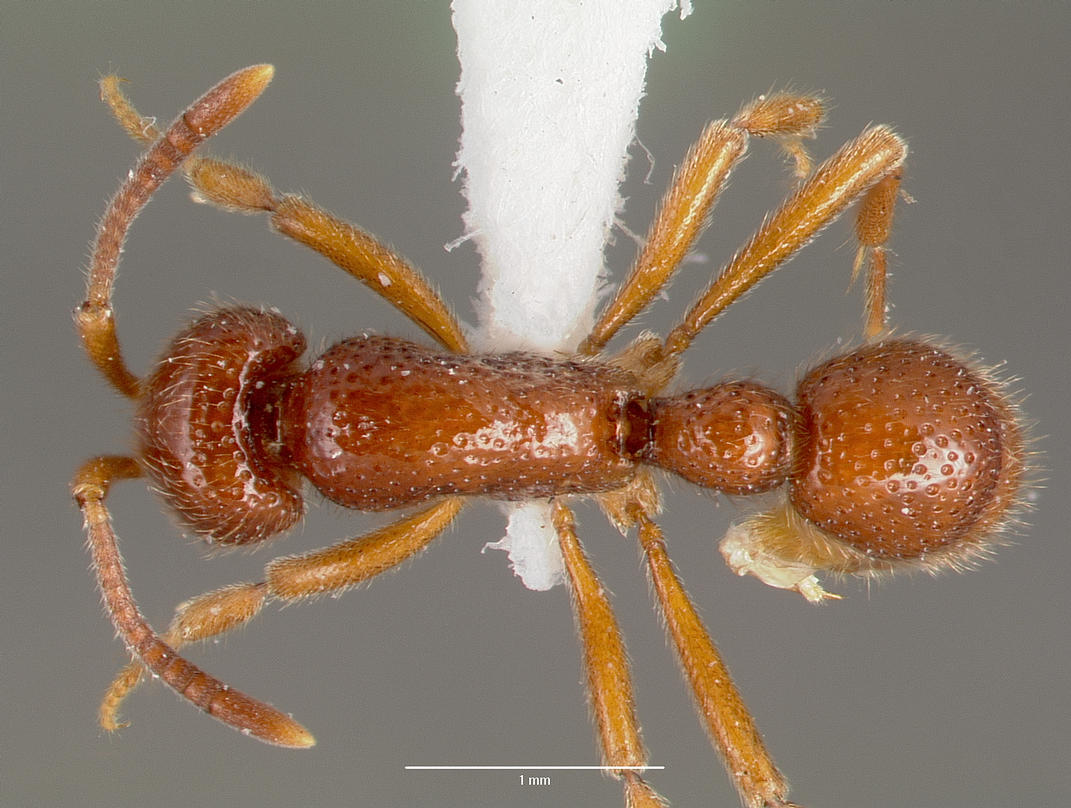
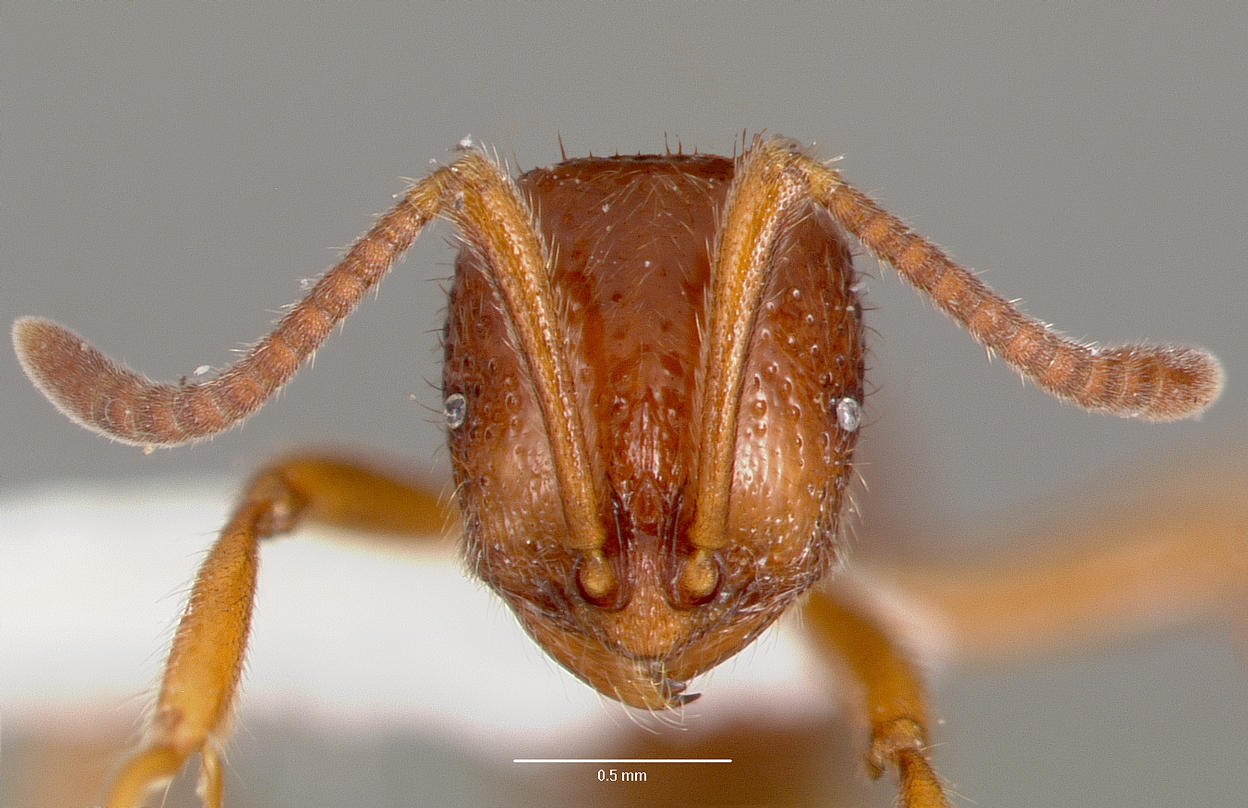